# Cassa di Risparmio di Torino

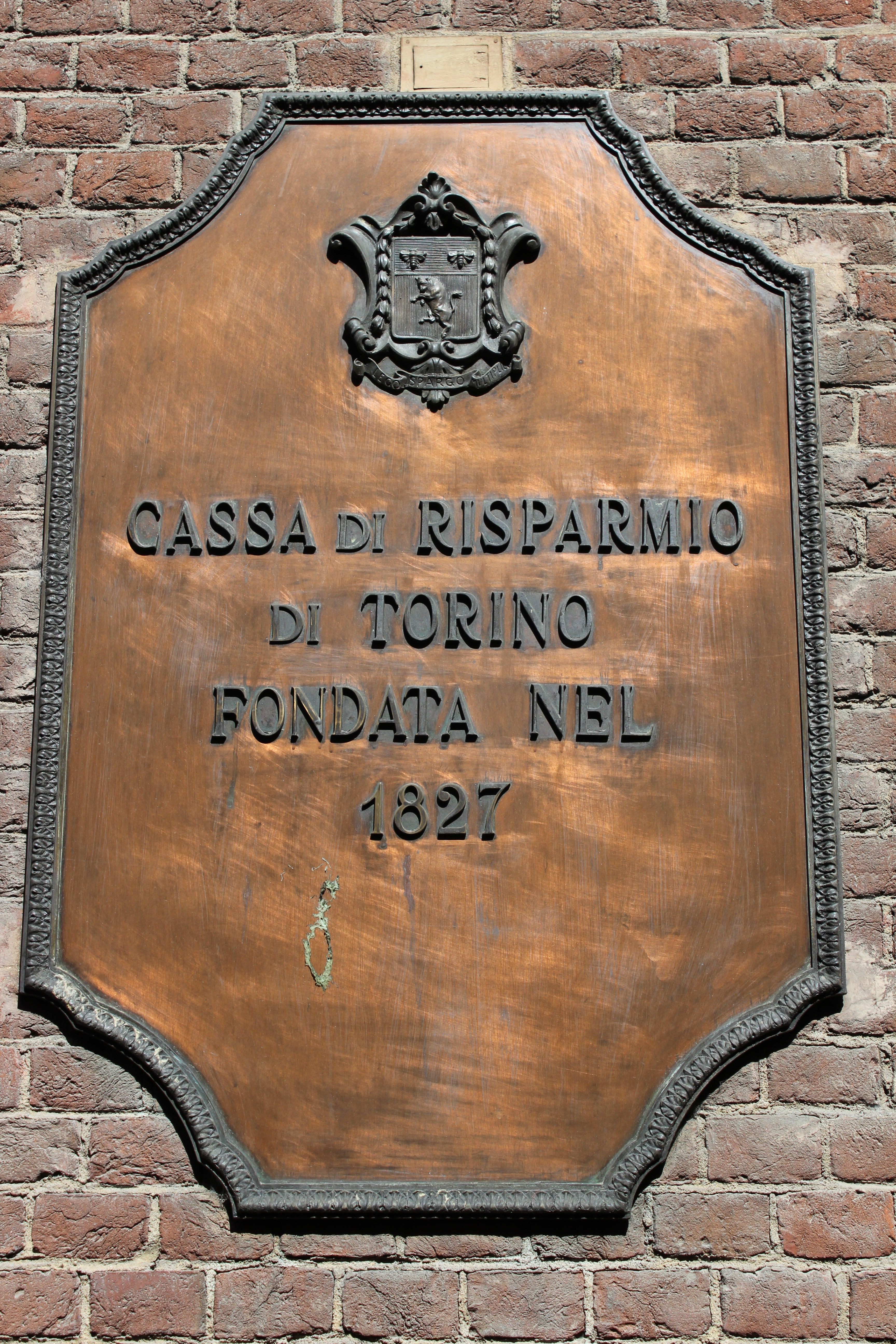
Placca sulla filiale di Chieri

La Cassa di Risparmio di Torino (Banca CRT) è stata una cassa di risparmio con sede a Torino.

## Storia
La Cassa di Risparmio di Torino fu fondata nel 1827 con finalità filantropiche nella capitale del Regno di Sardegna..
Entro gli anni Cinquanta la Cassa di Risparmio acquisì alcune banche piemontesi, a Casale Monferrato, Pinerolo e Ivrea.
Nei primi anni Novanta la CRT era la dodicesima banca italiana per raccolta.
Nel 1991, in seguito alla Legge Amato, il settore bancario fu separato da quello sociale e benefico.
La banca fu trasformata in Società per azioni con il nome di Banca Cassa di Risparmio di Torino S.p.A. (o in breve Banca CRT S.p.A.), dall'altro lato fu costituita la Fondazione Cassa di Risparmio di Torino (in breve Fondazione CRT).

### Acquisizioni
Durante gli anni Novanta la Banca assorbì la Banca Subalpina e il Banco di Bergamo, e acquisì quote di minoranza in altre casse di risparmio piemontesi: la Cassa di Risparmio di Bra, la Cassa di Risparmio di Fossano, la Cassa di Risparmio di Saluzzo, la Banca Cassa di Risparmio di Savigliano e la Cassa di Risparmio di Tortona, nonché la Banca della Valle d'Aosta.
D'altro canto la Banca CRT cedette la propria partecipazione nella Cassa di Risparmio di Calabria e Lucania (Carical) a un consorzio formato dalla Cassa di Risparmio delle Provincie Lombarde e Fondazione Carical nel 1994, così come la partecipazione di minoranza nella Cassa di Risparmio di Città di Castello (40%) era  stato anch'essa ceduta, nel 1993.
Nel 1997 la Banca entrò nel gruppo Unicredito di cui facevano già parte la Cassa di Risparmio di Verona e la Cassa di Risparmio della Marca Trivigiana. Nell'anno successivo, a sua voltà il gruppo UniCredito si unì al Credito Italiano per costituire il gruppo UniCredito Italiano, che rimase la holding che controllava la Banca CRT al 100%.
Nel 2002 la Banca CRT fu incorporata nel Credito Italiano insieme a Cariverona, a Cassamarca, alla Cassa di Risparmio di Trento e Rovereto, alla Cassa di Risparmio di Trieste e al Credito Romagnolo. Nello stesso tempo il Credito Italiano prese il nome di UniCredit Banca.
La precedente controllante della Banca CRT, la Fondazione Cassa di Risparmio di Torino al 31 dicembre 2013, ancora possedeva il 2,506% dei diritti di voto dell' UniCredit.